# フィギュメイト
フィギュメイトは、コナミデジタルエンタテインメントが発売する、ブラインドパッケージ方式により販売される、アニメ等のキャラクターのデフォルメフィギュアである。イメージイラストはちびすけマシーンが担当。

## 製品内容
パッケージの中に以下の物がそれぞれ一個封入されている。フィギュア本体（頭部と胴体部分が分かれて封入されている）封入されているキャラクターに関連する小物（一部ラインナップを除く）台座（魔法先生ネギま!vol.2以降の製品から。但しドラゴンキューブ版の一部を除く）

## 製品一覧

### 通常品
- 魔法先生ネギま! vol.1～6（vol.1は台座の付属なし、2 - 6はそれぞれ色が違う）
- 極上生徒会 vol.1
- ランブルローズ vol.1（小物の付属なし）
- 大怪獣ガメラ（小物の付属なし・これ以降の製品は台座の仕様が変更になる）
- おとぎ銃士 赤ずきん vol.1・2
- ネギま!? 学園編 vol.1・2
- 涼宮ハルヒの憂鬱 vol.1・2（vol.2の一部を除き、小物の付属なし）
- メカ娘
- メタルギアソリッド4

### ドラゴンキューブバージョン
ラインナップは通常品と同じであるが、顔の表情や着ている服が異なる。
- 魔法先生ネギま! vol.1～2（vol.1は小物・台座の付属なし）
- 極上生徒会 vol.1（小物・台座の付属なし）
- ネギま!? 学園編 ドラキューバージョン vol.1（小物の付属なし）

### オープンパッケージ製品
- 魔法先生ネギま! スクールセット

### 各種限定品
ときめきメモリアルONLINE
- 桜井晴&天宮小百合（限定版パッケージ付録）

ときめきメモリアル Only Love
- 天宮小百合（DVD第1巻初回生産分限定付録）
- 弥生水奈（DVD第2巻初回生産分限定付録）
- 春日つかさ（DVD第3巻初回生産分限定付録）
- 大珠裕美（DVD第4巻初回生産分限定付録）
- 針縫由布子（DVD第5巻初回生産分限定付録）
- 購買部のおねえさん（DVD第6巻初回生産分限定付録）
- 椎名あやめ（DVD第7巻初回生産分限定付録）
- 若竹遥（DVD第8巻初回生産分限定付録）
- 内海小鮎（DVD第9巻初回生産分限定付録）

魔法先生ネギま!
- 宮崎のどか 恥じらい顔ver.（電撃ホビーマガジン2005年7月号付録）
- 桜咲刹那 烏族ver.（同2006年5月号付録）
- 神楽坂明日菜 パクティオーver.（週刊少年マガジン応募者全員プレゼント）
- 桜咲刹那 ネコ耳セーラー服ver.（同上）
- 宮崎のどか 前髪下ろしver.（同上）

beatmaniaIIDX
- XIA（PS2版beatmaniaIIDX12 HAPPY SKY特別版同梱）

### プライズコレクション
- クイズマジックアカデミー vol.1～vol.2

### 発売予定品
- 苺ましまろ
- 極上生徒会 vol.2

## 関連製品
- J-mini　コナミが発売した週刊少年ジャンプ作品を題材とする二頭身フィギュア。フィギュメイトと少しだけ互換性が有る。
- ドリル銀河大戦　コナミが発売した二頭身フィギュア。フィギュメイトと似ているが互換性は無い。
- ピンキーストリート
- ねんどろいど